# Universidad de Jordania

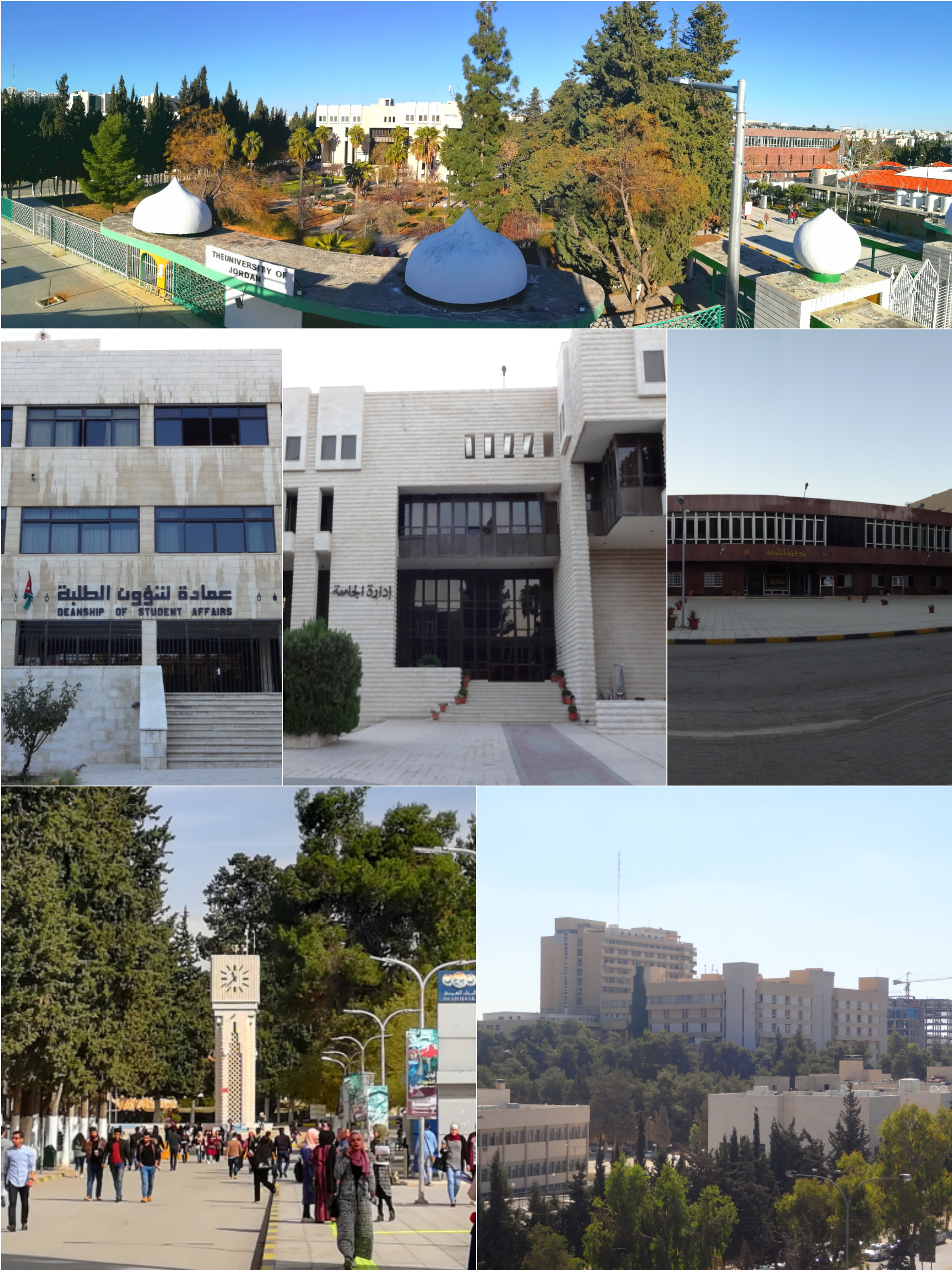
La Universidad de Jordania.

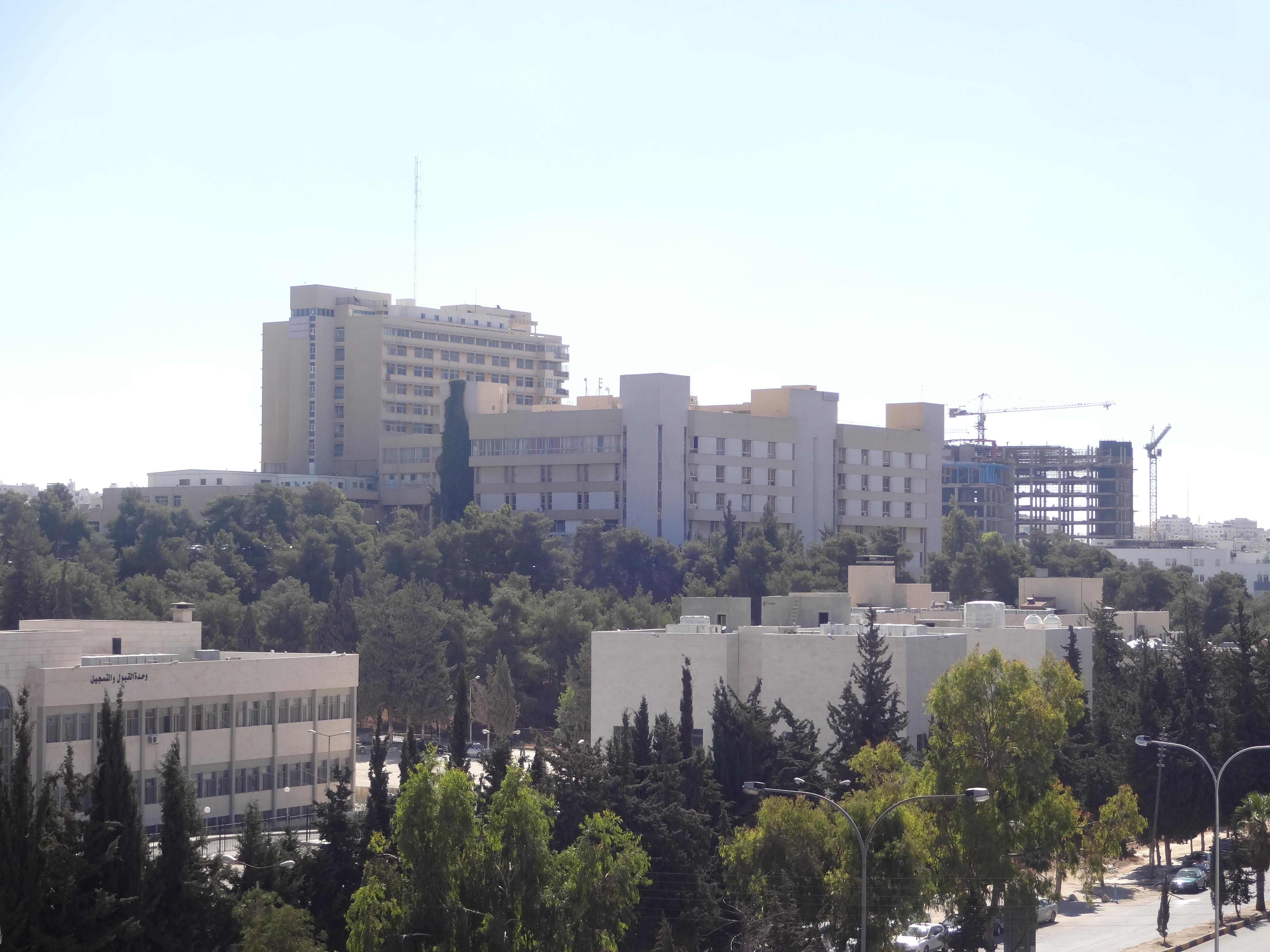
El Hospital de la Universidad de Jordania y Centro Médico

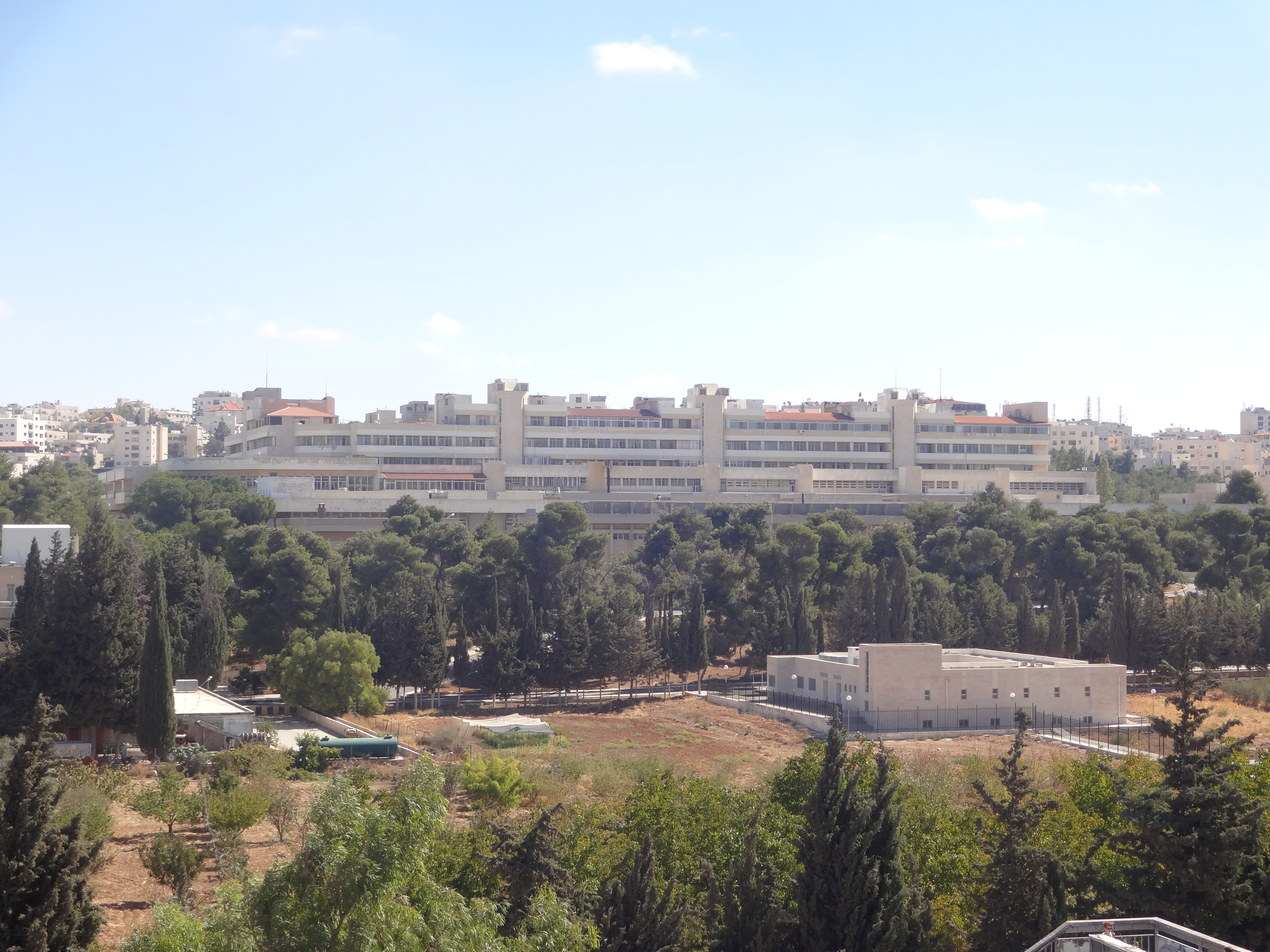
Edificio de Ingeniería

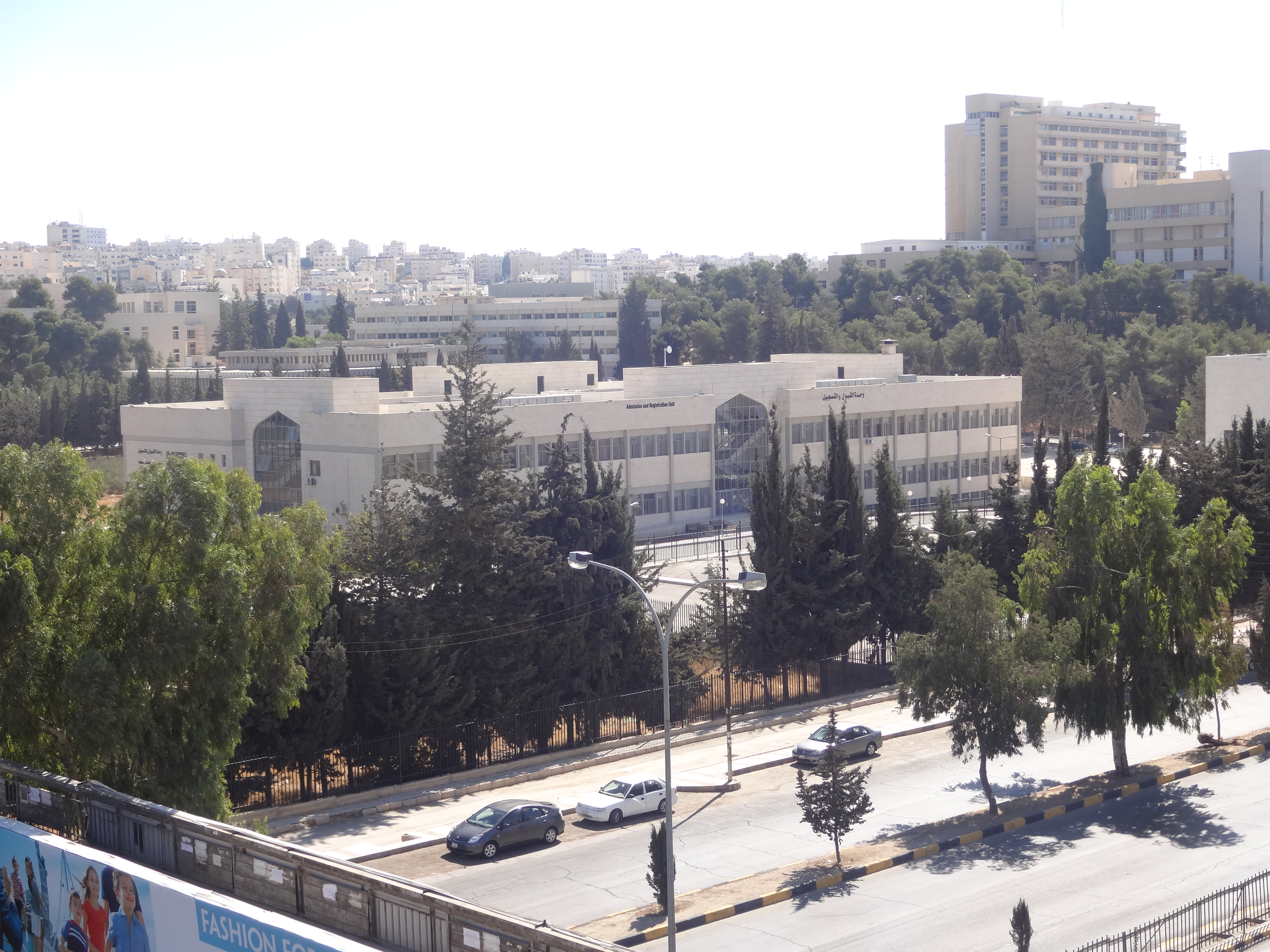
Departamento de Admisiones de la Universidad

La Universidad de Jordania es una universidad con sede en Amán, Jordania. La universidad fue establecida en 1962. Hay alrededor de 40 000 estudiantes de la universidad (2010).

## Historia
La universidad fue fundada en 1962 por un decreto real en el norte de Amán en ese momento. La zona que rodea la universidad es uno de los distritos metropolitanos de Amán y se llama el distrito universitario.

## Actividad académica
La Universidad de Jordania ofrece titulaciones en 78 programas de pregrado y 143 programas de posgrado divididos en 109 programas de máster y 34 programas de doctorado en 20 colegios (facultades) e institutos.
La universidad también alberga la Academia Jordana de la Lengua Árabe, una de las 10 academias en el mundo que regulan el lenguaje árabe y la literatura. La academia está considerada como una de las principales referencias del mundo de lengua y literatura árabe. La publicación principal de la academia es la revista bianual "El Diario de la Academia Jordana de la Lengua Árabe" (ISSN: 0258-1094), así como muchos diccionarios y otras publicaciones.

## Alumni
Los graduados de UJ han alcanzado posiciones en muchos campos, en muchos países, incluyendo el gobierno, la ciencia, los negocios, la literatura y militar. Algunos alumnos notables son:
- Rami Hamdallah, primer ministro de Palestina
- John Abizaid, excomandante del Comando Central de Estados Unidos
- Jeffrey Feltman, Secretario de Estado Adjunto para Asuntos del Cercano Oriente (Estados Unidos).
- Wadah Khanfar, ex director general de la Media Network Al Jazeera.
- Hoshyar Zebari, ministro de Asuntos Exteriores de Irak.
- Malik R. Dahlan, Presidente Internacional, Escuela de Derecho de Harvard Asociación Institución Quraish.
- Eid Dahiyat, exministro de Educación de la Reino Hachemita de Jordania.
- Zu'bi M.F. Al-Zu'bi, miembro de la Academia de Educación Superior Reino Unido.
- Ehab Al-Shihabi, director ejecutivo de operaciones internacionales de Al Jazeera Media Network.
- Yousef Al-Abed, químico, profesor de la Instituto Feinstein para la Investigación Médica